# Clinical
Pour plus de détails, voir Fiche technique et Distribution.
Clinical ou Clinique (au Québec) est un thriller psychologique américain écrit et réalisé par Alistair Legrand et sorti dans tous les pays francophones le 13 janvier 2017 sur Netflix.
Quand un patient défiguré vient la consulter, un psychiatre revoit en boucle l'attaque qui l'a elle-même traumatisée.

## Synopsis
Jane Mathis (Vinessa Shaw), médecin-psychiatre, est violemment agressée lors d'une de ses gardes nocturnes par une jeune patiente victime de viol, qui tente de se suicider juste après.
Après deux ans de pause professionnelle et une thérapie avec son confrère et ami Terry, elle décide d'exercer à nouveau, en excluant les cas post-traumatiques, ce qui ne l'empêche pas d'avoir régulièrement des cauchemars où elle revit la scène.
Un jour, elle reçoit un appel d'un patient ayant eu un lourd accident de la route et qui la supplie de s'occuper de son cas. Elle accepte alors et découvre Alex, un homme au visage défiguré.
En même temps qu'elle l'aide à exprimer son traumatisme, où il a été renversé par un camion après avoir lui-même aidé un couple accidenté et où il a perdu sa fille restée dans la voiture, Jane est de plus en plus tourmentée par ses cauchemars et par des phénomènes autour de son domicile, découvrant que la patiente qui l'a agressée a été relâchée de l'hôpital psychiatrique.
Un soir, se réveillant devant sa télévision allumée, elle voit des traces de boue sur le sol et se rend compte que quelqu'un est chez elle. Tentant de s'enfermer dans sa cuisine, elle ne peut empêcher de l'attaquer. Pour se défendre, elle finit par lui planter un tire-bouchon dans le crâne.
Jane se réveille quelque temps plus tard à l'hôpital psychiatrique, sous sédation et attachée à son lit, où le médecin-chef et Terry lui révèlent qu'à la place de Nora, qui a depuis été retrouvée pendue, elle a en réalité tué Miles, un policier qu'elle fréquentait depuis peu. Malgré son refus d'admettre son geste criminel, sa consommation de médicaments avec de fausses prescriptions et d'alcool ne plaident pas en sa faveur.
Entre-temps, son amie Clara est assassinée dans sa voiture après lui avoir rendu visite. Lors d'une consultation, Jane réalise que quelque chose ne tourne pas rond grâce à une phrase du médecin-chef. Elle l'agresse et menace de le tuer s'il déclenche l'alarme et ne la relâche pas. Elle s'enfuit donc et, alors qu'elle vient de pénétrer dans une voiture sur le parking extérieur, elle reçoit une décharge électrique.
Elle se réveille chez elle, attachée à une chaise du salon, le corps de Clara à ses pieds. Le psychopathe derrière toute cette affaire se révèle être Alex, qui a mené cette machination pour se venger d'elle. Estimant qu'elle a anéanti la relation incestueuse qu'il avait avec sa fille, il a lui-même fait en sorte que celle-ci sorte de l'hôpital, rédigé son propre certificat de décès pour prendre une nouvelle identité, déformé son visage et provoqué son accident. Il a aussi utilisé sa fille pour effrayer Jane et faire les traces de boue, et l'a droguée dans son sommeil le soir où elle a tué son ami policier.
Pendant ces révélations, Jane en profite pour se défaire de ses liens grâce à un éclat de boule de Noël et blesse Alex à la carotide. Elle en profite alors pour s'enfermer dans sa chambre, où elle découvre le corps mutilé de Terry, et dont Alex finit par enfoncer la porte. Tentant de s'enfuir par la fenêtre, elle est retenue par Alex mais lui arrache le bas de sa greffe de visage. Après être tombée sur le sol, elle se relève péniblement et pénètre lentement dans le salon, où gît sur le canapé Alex.

## Fiche technique
- Titre original : Clinical
- Titre français : Clinical
- Réalisation : Alistair Legrand
- Scénario : Alistair Legrand et Luke Harvis
- Musique : Ian Hultquist
- Sociétés de production : Netflix
- Sociétés de distribution : Netflix France
- Pays d'origine :  États-Unis
- Langue : Anglais
- Durée : 104 minutes
- Format : Couleur
- Genre : Thriller psychologique
- Dates de sortie
  -  : 13 janvier 2017 sur Netflix

## Distribution
- Vinessa Shaw (VF : Colette Sodoyez) : Dr. Jane Mathis
- Kevin Rahm (VF : Philippe Allard) : Alex, son patient défiguré
- William Atherton (VF : Jean-Michel Vovk) : Terry, son confrère
- India Eisley (VF : Sophie Frison) : Nora, la jeune qui l'a agressée
- Aaron Stanford (VF : Sébastien Hébrant) : Miles, son ami policier
- Nestor Serrano (VF : Alain Eloy) : Dr. Saul, le médecin-chef
- Sydney Tamiia Poitier (VF : Monia Douieb) : Clara, son amie

Version française
- Adaptation : Sophie Servais
- Direction artistique : Alexandra Correa